# Рехтзупвег
Рехтзупвег (нім. Rechtsupweg) — громада в Німеччині, розташована в землі Нижня Саксонія. Входить до складу району Аурих. Складова частина об'єднання громад Брокмерланд.
Площа — 5,13 км2. Населення становить 2123 ос. (станом на 31 грудня 2021).

## Галерея

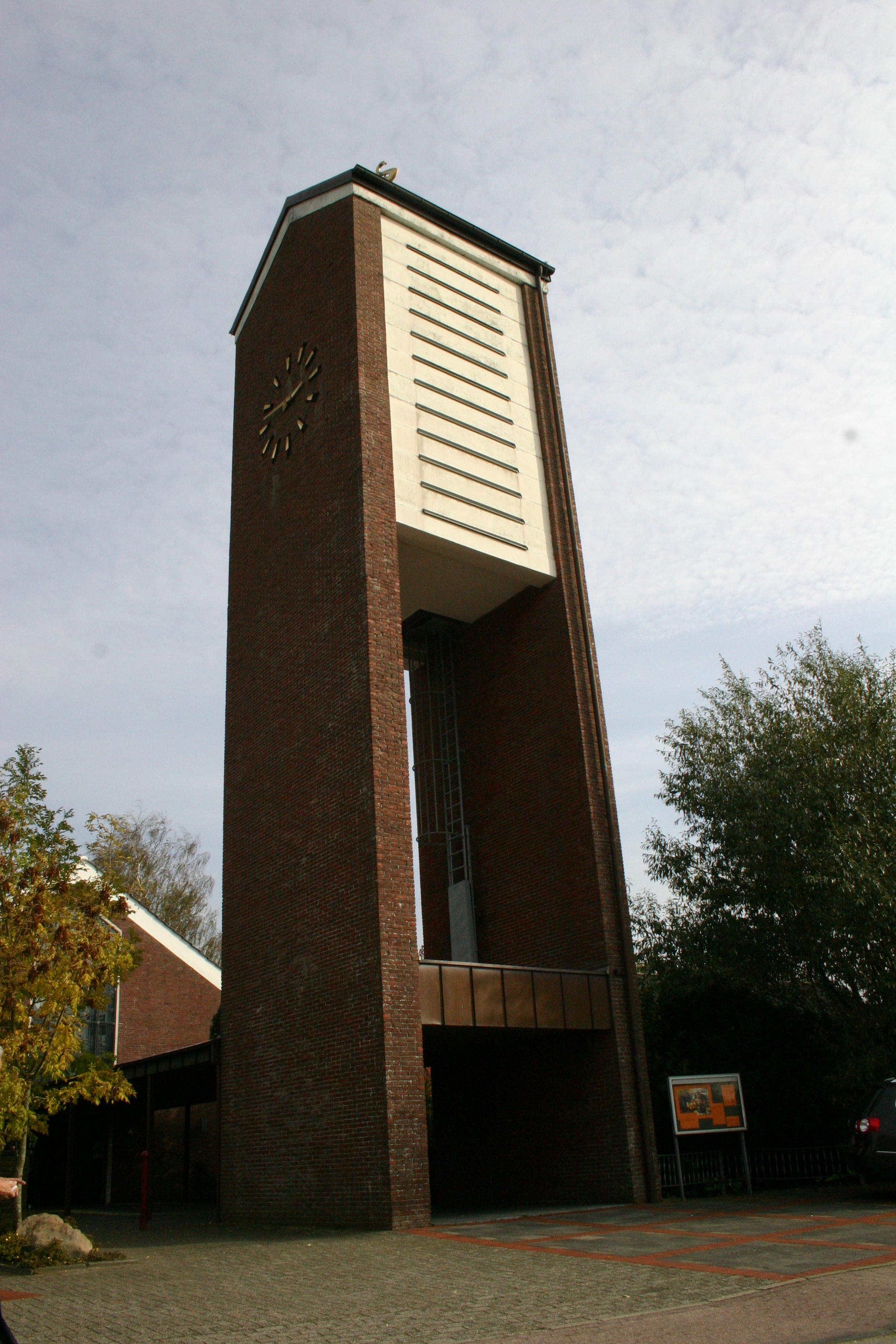